# Гандер-Бей
49°22′44″ пн. ш. 54°27′26″ зх. д. / 49.37888889° пн. ш. 54.45722222° зх. д.
Гандер-Бей — природна затока, розташована на острові Ньюфаундленд, у канадській провінції Ньюфаундленд і Лабрадор .
Затока Гандер отримала свою назву від озера Гандер та річки Гандер, які закінчуються у внутрішній частині цієї затоки.

## Спільноти
- Бухта Роджерс
- Вінгс-Пойнт
- Бухта Дорманс
- Кларкс-Гед
- Гандер-Бей-Саут
- Мейн-Пойнт
- Девідсвіль
- Бівер-Ков
- Бухта Вікторія